# جمعية كشافة ومرشدات السنغال
جمعية كشافة ومرشدات السنغال تعتبر هي واحدة من المنظمات الكشفية والإرشادية في السنغال. تنقسم الكشافة إلى قسمين الأول هو الاتحاد الكشفي السنغالي ويتبع المنظمة العالمية للحركة الكشفية هو موجهه للذكور أما القسم الثاني فهو جمعية كشافة ومرشدات السنغال وهو موجهه للفتيات ولقد أصبحت عضو في الجمعية العالمية للمرشدات وفتيات الكشافة عام 1981.
الجمعية مختلطة ولقد تأسست في عام 1953 ويحوي قسم الشكافة حوالي 19,000 عضو أما قسم المرشدات فيحوي 4093 عضوا (اعتبارا من 2003). وكلمة «كشافة» تشير إلى الأولاد، وكلمة «مرشدات» تشير إلى الفتيات.